# HSV Wasmeer
HSV Wasmeer is een omnisportvereniging uit Hilversum.

## Algemeen
De vereniging ontstond op 1 juli 1995 uit de fusie tussen EMM '15 en HV&AV DONAR. De naam Wasmeer is ontleend aan het Laarder Wasmeer, dat grenst aan het “Sportpark Anna's Hoeve”, de thuishaven van de club. De clubkleuren zijn zwart-rood. De club kent een handbal-, een voetbal- en een zaalvoetbal-afdeling. Tot en met 2011 werd er ook de dartsport beoefend.

## Standaardelftallen

### Zaterdag
Met ingang van het seizoen 2020/21 komt het standaardelftal weer uit in de zaterdagafdeling van het amateurvoetbal, daarmee is Wasmeer een van de vele verenigingen die de overstap van (standaard)zondagvoetbal naar zaterdagvoetbal hebben gemaakt. Het startte in de Vierde klasse van het KNVB-district West-I, het laagste niveau in dit district. In het seizoen 2021/22 is het eerste kampioen geworden en heeft hiermee promotie naar de Derde klasse afgedwongen. In het seizoen 2023/24 degradeerde de ploeg via de nacompetitie naar de vierde klasse. In het seizoen 2024/25 werd Wasmeer echter kampioen in de vierde klasse en keerde daarmee na één jaar terug naar de derde klasse.
Vanaf het seizoen 2014/15 kwam de club al met een zaterdagelftal in het standaardvoetbal uit. Dit team startte in de Vierde klasse (4E) op het laagste niveau in district West-I (seizoen 2015/16). In februari 2017 werd besloten het zaterdagelftal per direct terug te trekken wegens een gebrek aan inzet bij de spelers.

#### Competitieresultaten 2015–2025
| 8 4E |

| 10 4E |

| xx 4E |

|  |

|  |

| 4 4F |

| - 4F |

| 1 4F |

| 5 3C |

| 10 3C |

| 1 4C |

| Vierde klasse | Derde klasse |

### Zondag
Het standaardelftal in het zondagvoetbal speelde laatstelijk in het seizoen 2018/19, waar het uitkwam in de Derde klasse van het KNVB-district West-I.

#### Competitieresultaten 1997–2019
| 9 6A |

|  |

|  |

| 7 5A |

| 6 5B |

| 12 4F |

| 2 5G |

| 3 4H |

| 3 4H |

| 8 4H |

| 5 4G |

| 1 4H |

| 7 3D |

| 4 3D |

| 4 3D |

| 6 3D |

| 6 3D |

| 4 3D |

| 12 2B |

| 10 3D |

| 7 3D |

| 9 3D |

| 12 3D |

| Tweede klasse | Derde klasse | Vierde klasse | Vijfde klasse | Zesde klasse |

## EMM '15
De Sportvereniging E.M.M. '15 werd op 25 juli 1915 als de RKSV EMM '15. Eerst werd er alleen voetbal beoefend. In 1949 werd de handbalafdeling opgericht. Ook tafeltennis en tennis werden bij deze club beoefend. In 1956 betrok de club “Sportpark Anna's Hoeve”.

### Competitieresultaten zondag 1941–1964
| 7 3D |

| 6 3E |

| 8 3E |

| 6 3E |

|  |

| 7 3F |

| 9 3E |

| 5 3E |

| 6 3E |

| 6 3E |

| 9 3D |

| 8 3D |

| 12 3B |

| 7 4G |

| 12 4G |

| 6 4G |

| 7 4G |

| 7 4G |

| 8 4H |

| 9 4G |

| 8 4G |

| 10 4G |

| 8 4G |

| 11 4G |

| Derde klasse | Vierde klasse |

## HV&AV DONAR
De Hilversumse Voetbal en Atletiek Vereniging DONAR werd opgericht in 1916. Naast hand- en voetbal werden ook de sporten atletiek, honkbal en tennis bij deze club beoefend.

### Competitieresultaten zondag 1922–1988
| 1 3C |

| 7 2B |

| 6 2B |

| 8 2B |

| 7 2B |

| 9 2B |

| 10 2B |

| 8 3B |

| 9 3C |

| 10 3C |

| 9 3C |

| 8 3D |

| 2 3C |

| 3 3C |

| 6 3D |

| 7 3D |

| 8 3D |

| 9 3D |

| 4 P |

| 3 3E |

| 3 3E |

| 2 3E |

| 3 3E |

|  |

| 2 3F |

| 4 3E |

| 4 3E |

| 8 3F |

| 1 4J |

| 8 3D |

| 9 3D |

| 5 3B |

| 2 3D |

| 2 3C |

| 12 2B |

| 2 3D |

| 3 3D |

| 3 3C |

| 3 3D |

| 6 3D |

| 4 3B |

| 4 3C |

| 5 3B |

| 3 3C |

| 8 3D |

| 9 3D |

| 8 3D |

| 11 3D |

| 9 4G |

| 9 4G |

| 2 4G |

| 10 4G |

| 10 4G |

| 5 4G |

| 5 4G |

| 6 4G |

| 3 4G |

| 1 4G |

| 10 3D |

| 12 3D |

| 6 4G |

| 8 4G |

| 6 4G |

| 9 4G |

| 7 4G |

| 7 4G |

| 12 4G |

| Tweede klasse | Derde klasse | Vierde klasse | Noodcompetitie |

In elke staaf van de grafiek staat van boven naar beneden vermeld: 
- Eindnotering

Dit is de positie die de club heeft bereikt in de competitie, zonder eventuele beslissings-, play-off- of nacompetitiewedstrijden die nodig zijn geweest om bijvoorbeeld de kampioen van de competitie te bepalen.
Indien een * achter het getal staat is de notering een tussenstand en kan het zijn dat de notering niet overeenkomt met de uiteindelijke eindstand van de competitie.
Staat er een - dan is het seizoen nog bezig en is er geen definitieve uitslag bekend.
Staat er xx op de positie van de notering, dan heeft de club vroegtijdig de competitie verlaten. Dit kan onder andere komen door terugtrekking van het team, faillissement van de club of door een uitgedeelde straf van de KNVB. In veel gevallen staat elders in het artikel de reden vermeld.
Staat er een ? dan is het resultaat uit het verleden onbekend, en is alleen de competitie of het niveau bekend van dat seizoen.
In de seizoenen 2019/20 en 2020/21 werd wegens de coronacrisis het amateurvoetbal afgebroken. Daardoor kennen deze staven geen eindklassering (middels -- weergegeven).
- Competitieniveau en afdelingsletter of Officiële eindstand Eredivisie
  - Competitieniveau en afdelingsletter

Hierbij geeft het getal het niveau weer, dat ook terug te vinden is in de legenda. De letter is de afdelingsaanduiding en wordt gebruikt wanneer er meer afdelingen zijn op hetzelfde niveau. De afdelingsletter is altijd een hoofdletter en wordt meestal zonder nummer gebruikt.
Voorbeeld: 2F is niveau 2e klasse competitie F.
Het competitieniveau en nummer wordt niet vermeld wanneer er slechts één competitie van dit niveau was.
  - Officiële eindstand Eredivisie (getal staat tussen haakjes vermeld)

Sinds de introductie van play-offwedstrijden voor Europees voetbal na afloop van de reguliere competitie in 2005/06, is de KNVB verplicht een eindstand van de Eredivisie door te geven aan de UEFA aan de hand van deze play-offwedstrijden.
Bij deze eindstand staan clubs die zich hebben gekwalificeerd voor Europees voetbal hoger dan clubs die zich niet wisten te kwalificeren. Indien er geen verschil was tussen de eindnotering en de officiële eindstand, staat dit getal niet vermeld.

- Onderafdeling

Hier staat afgekort de naam van de onderafdeling indien de club in dat jaar in een onderafdeling uitkwam. Tevens staat deze afkorting in de legenda en wordt gelinkt naar het artikel over deze onderafdeling. Deze afkorting wordt alleen vermeld wanneer de club in het verleden in verschillende onderafdelingen heeft gespeeld. Deze vermelding is in de staaf altijd in kleine letters. Deze onderafdelingen zijn na het seizoen 1995/96 afgeschaft. Heeft de club in slechts één onderafdeling gespeeld, dan is dit alleen terug te vinden in de legenda.
Onder de staaf staat het jaartal vermeld waarin het seizoen is afgesloten. 15 verwijst naar het seizoen 2014/15 of eventueel het seizoen 1914/15.
Wanneer een staaf leeg is, zijn deze gegevens niet bekend. Het kan ook zijn dat de club dat seizoen niet heeft meegespeeld op het hogere amateurniveau, vroegtijdig de competitie heeft verlaten of uit de competitie is gezet.

In het seizoen 1944/45 was er wegens de Tweede Wereldoorlog geen regulier competitievoetbal.

## Bekende (oud-)spelers
VV Altius · BZC '13 · SC 't Gooi · FC Hilversum · SV Olympia '25 · OSO · HC & FC Victoria · HSV Wasmeer

Voormalig: HFC Bloemenkwartier 1921 · HVV de Zebra's